# Insomnia (film, 2002)
Pour les articles homonymes, voir Insomnia.
Pour plus de détails, voir Fiche technique et Distribution.
Insomnia est un film policier américano-britannique réalisé par Christopher Nolan, sorti en 2002. Le film raconte l’enquête sur un crime que deux policiers de Los Angeles mènent dans une petite ville de pêcheurs en Alaska. 
Il s'agit du remake  du film norvégien Insomnia, réalisé par Erik Skjoldbjærg et sorti en 1997.

## Résumé
Dans la petite ville de pêcheurs de Nightmute, en Alaska, la jeune Kay Connell, âgée de 17 ans, est retrouvée assassinée. Deux inspecteurs de la police de Los Angeles, le capitaine Will Dormer et son partenaire Hap Eckhart, sont envoyés sur place pour aider la police locale dans son enquête, à la demande du chef de la police Charlie Nybac, un ancien collègue de Dormer. Ellie Burr, une jeune détective de la police locale, qui est une grande fan du travail d'enquête de Dormer, vient les accueillir. Pendant ce temps, à Los Angeles, l'inspection des services (la « police des polices ») enquête sur Dormer. Pendant leur dîner, Eckhart révèle à Dormer qu'il va témoigner contre lui en échange de sa propre immunité. Dormer lui répond que de nombreux criminels qu'il a fait inculper à l'aide de preuves douteuses pourraient être libérés si leurs dossiers étaient rouverts.
Le lendemain, Dormer et Eckhart se rendent au lycée local, où ils interrogent le petit ami abusif de Kay, Randy Stetz. Celui-ci nie tout en bloc, jusqu'à ce qu'il évoque un mystérieux mentor que Kay fréquentait, un homme plus âgé qu'elle qui lui offrait des robes et des bijoux. Ces informations sont confirmées par la meilleure amie de Kay, que Dormer a psychiquement ébranlée en conduisant face à un poids lourd.
Plus tard, les policiers attirent le meurtrier présumé dans un guet-apens, mais le suspect s'enfuit dans le brouillard, blessant un policier à la jambe. Dormer repère une silhouette dans le brouillard et lui tire dessus avec son arme de secours. Se précipitant vers la silhouette au sol, Dormer ramasse un revolver .38 que le suspect a laissé tomber, mais découvre avec horreur qu'il a tiré sur Eckhart, qui meurt dans ses bras. En raison du témoignage imminent d'Eckhart contre lui, Dormer se sait piégé : jamais l'inspection des services ne croira qu'il s'agissait d’un accident. Il affirme donc qu'Eckhart a été tué par le suspect, mais sans mentionner qu'il a conservé le revolver du tueur. Burr est chargée de l'enquête sur la fusillade, et son équipe trouve la balle de calibre 38 qui a touché la jambe d'un policier. Cette nuit-là, Dormer se rend dans une ruelle isolée et tire avec le revolver .38 dans une carcasse d'animal, puis récupère et nettoie la balle. À la morgue, Dormer récupère la balle de 9 mm qui a tué Eckhart, mais dont le médecin légiste ne connaît pas le calibre, et l'échange discrètement avec la balle de calibre 38.
Au cours des jours suivants, Dormer est miné par l'insomnie, non seulement à cause de la culpabilité qu'il ressent vis-à-vis d'Eckhart, mais aussi à cause du phénomène du jour polaire — le soleil ne se couche jamais à cette période de l'année —. Dormer commence à recevoir des appels anonymes du tueur initial, qui affirme avoir été témoin de la mort d'Eckhart et qui sait dans quelle situation se trouve Dormer. Il se montre très empathique, notamment au sujet de l'insomnie, et souhaite aider Dormer en échange de sa protection, mais celui-ci refuse. Lorsque la police découvre que Kay Connell lisait des livres d'un écrivain local, Walter Finch, Dormer fait irruption dans son appartement situé dans le village voisin d'Umkumiute. Mais au moment où Finch rentre chez lui, il réalise qu'il est surveillé et s'enfuit immédiatement. Il parvient à semer Dormer en traversant une rivière sur des bûches flottantes, où celui-ci manque de se noyer. Dormer retourne chez Finch et cache le revolver dans une gaine d'aération, pour incriminer Finch.
Finch contacte Dormer une nouvelle fois et organise une rencontre sur un ferry. Finch réclame l'aide de Dormer pour dissiper les soupçons qui pèsent sur lui et orienter les recherches sur le petit ami de Kay, Randy. En échange, il jure de garder le silence sur la mort d'Eckhart. Dormer lui donne quelques conseils pour gérer son interrogatoire à venir. Après que Finch a laissé Dormer sur le ferry, il lui montre un magnétophone avec lequel il a enregistré leur conversation : c'est son « joker » en cas de défaillance de Dormer.
Finch rappelle Dormer et lui raconte que la mort de Kay était « un accident » — très frustré qu'elle ait rejeté ses avances sexuelles —, il l'a battue à mort sous le coup de la colère. Le lendemain, Finch est interrogé au commissariat. Lorsque Finch affirme que Randy possède un revolver, Dormer comprend que Finch a découvert le .38 et l'a caché chez Randy. Dormer devient menaçant et se met à malmener Finch pour lui faire avouer son crime, allant jusqu'à l'agresser physiquement. Les déclarations de Finch amènent la police à perquisitionner chez Randy, et celui-ci est arrêté après la découverte du .38. Finch demande à Burr de venir dans sa maison au bord d'un lac, le lendemain, pour y récupérer des lettres indiquant que Randy maltraitait Kay.
Toujours responsable de la fusillade mortelle du début, Burr relève des contradictions dans les déclarations de Dormer concernant son positionnement ce jour-là. Sur place, elle trouve une douille de 9 mm, qui ne correspond pas au type de balle qui a tué Eckhart. En relisant d'anciens dossiers issus d'enquêtes où Dormer a été impliqué, elle apprend que celui-ci porte sur lui un 9 mm comme arme de secours, ce qui la convainc qu'il a tiré sur Eckhart. Pendant ce temps, Dormer se confie à la propriétaire de l'hôtel, Rachel Clement, au sujet de l’enquête de l'inspection des services : quatre ans plus tôt, il a fabriqué des preuves pour faire condamner un pédophile dont il était certain qu’il était coupable du meurtre d’un enfant. Prisonnier du dilemme entre le Bien et la Justice, Dormer a fait ce qu'il pensait être juste à ce moment-là, lui dit Rachel.
Dormer apprend que Burr est allée chez Finch, dans sa maison du lac. Il trouve les lettres de Kay dans l'appartement de Finch et comprend que Finch a l'intention de tuer Burr. Il se précipite à son secours, malgré les hallucinations et la fatigue extrême causées par six jours d'insomnie. Chez lui, Finch assomme Burr au moment où Dormer arrive. Les deux hommes se battent, mais Dormer est trop désorienté par le manque de sommeil pour se défendre. Burr se réveille et sauve Dormer, pendant que Finch s'échappe. Burr révèle à Dormer qu'elle sait qu'il a tiré sur Eckhart. Dormer, épuisé nerveusement, admet qu'il n'est plus certain que ce soit un accident. De son hangar, Finch leur tire dessus avec un fusil de chasse. Burr riposte pendant que Dormer se faufile à l'endroit où se trouve Finch. Après un rapide affrontement, les deux hommes s'entretuent : Finch meurt sur le coup et Dormer est mortellement blessé. Burr se précipite vers Dormer et le réconforte en affirmant que la mort d'Eckhart était accidentelle, puis s'apprête à jeter la douille de 9 mm dans le lac, afin de préserver le secret de Dormer. Néanmoins, celui-ci l'en empêche, lui disant de rester intègre. Finalement, Dormer décède en murmurant : « Laissez-moi dormir. »

## Fiche technique
Sauf indication contraire, les informations mentionnées dans cette section peuvent être confirmées par la base de données cinématographiques IMDb,  présente dans la section « Liens externes ».
- Titre français et original : Insomnia
- Titre québécois : Insomnie
- Réalisation : Christopher Nolan
- Scénario : Hillary Seitz, d'après le scénario originel de Nikolaj Frobenius et Erik Skjoldbjærg
- Musique : David Julyan
- Direction artistique : Michael Diner
- Décors : Nathan Crowley et Peter Lando
- Costumes : Tish Monaghan
- Photographie : Wally Pfister
- Son : Michael Minkler, Myron Nettinga
- Montage : Dody Dorn
- Production : Broderick Johnson, Andrew A. Kosove, Edward L. McDonnell et Paul Junger Witt
  - Coproduction : Emma Thomas
  - Production déléguée : George Clooney, Steven Soderbergh, Tony Thomas, Charles J.D. Schlissel et Kim Roth
  - Production associée : Ben Cosgrove et Steven P. Wegner
- Sociétés de production[1] : Section Eight, Summit Entertainment, Insomnia Productions et Witt / Thomas Productions, avec la participation de Alcon Entertainment
- Société de distribution[1] :
  - États-Unis : Warner Bros. (une société AOL Time Warner)
  - Royaume-Uni et Belgique : Buena Vista International
  - France : Warner Bros. France
- Budget : 46 millions de dollars[2],[3],[4] | 50 millions de dollars[5]
- Pays d'origine :  États-Unis,  Royaume-Uni
- Langue originale : anglais
- Format[6] : couleur (DeLuxe) - 35 mm (Panavision) - 2,39:1 (Cinémascope) - son DTS | Dolby Digital | SDDS
- Genres : policier, thriller
- Durée : 118 minutes
- Dates de sortie[7] :
  - États-Unis : 3 mai 2002 (Festival du film de Tribeca) ; 24 mai 2002 (sortie nationale) ; 16 janvier 2003 (Festival international du film de Palm Springs)
  - Canada : 24 mai 2002
  - Royaume-Uni : 30 août 2002
  - France : septembre 2002 (Festival du cinéma américain de Deauville) ; 6 novembre 2002 (sortie nationale)
  - Belgique : 6 novembre 2002
  - Suisse : août 2002 (Festival international du film de Locarno)
  - Finlande : août 2002 (Espoo Film Festival)
  - Norvège : 19 août 2002 (Festival international du film norvégien de Haugesund)
  - Pays-Bas : 14 septembre 2002 (Film by the Sea Film Festival)
  - Grèce : 19 septembre 2002 (Festival international du film d'Athènes)
- Classification[8] :
  -  États-Unis : R – Restricted (Les enfants de moins de 17 ans doivent être accompagnés d'un adulte) (Classé R pour le langage, un peu de violence et une brève nudité).
  -  Royaume-Uni : 15 - Suitable only for 15 years and over (Interdit aux moins de 15 ans)[9].
  -  France : Tous publics avec avertissement (visa d'exploitation no 106545 délivré le 19 novembre 2002)[10].

## Distribution
- Al Pacino (V. F. : José Luccioni ; V. Q. : Luis de Cespedes) : l'inspecteur Will Dormer
- Robin Williams (V. F. : Michel Papineschi ; V. Q. : Alain Zouvi) : Walter Finch
- Hilary Swank (V. F. : Marjorie Frantz ; V. Q. : Anne Dorval) : l'inspectrice Ellie Burr
- Maura Tierney (V. F. : Catherine Cyler ; V. Q. : Valérie Gagné) : Rachel Clement, la gérante de l'hôtel
- Martin Donovan (V. F. : Patrick Borg ; V. Q. : Pierre Auger) : l'inspecteur Hap Eckhart
- Paul Dooley (V. F. : Michel Modo ; V. Q. : Raymond Bouchard) : Chef Charlie Nyback
- Nicky Katt (V. F. : Bernard Gabay ; V. Q. : Daniel Picard) : Fred Duggar
- Larry Holden (V. F. : Alexis Victor ; V. Q. : Antoine Durand) : Farrell
- Katharine Isabelle  (V. F. : Barbara Kelsch) : Tanya Francke
- Jay Brazeau  (V. F. : Jacques Bouanich) : Francis
- Jonathan Jackson  (V. F. : Taric Mehani ; V. Q. : Hugolin Chevrette) : Randy Setz
- Lorne Cardinal (V. Q. : Denis Roy) : Rich
- Crystal Lowe : Kay Connell
- Tasha Simms : Mme Connell
- James Hutson : l'officier no 1
- Andrew Campbell : l'officier no 2
- Jacob O'Reiley : le lieutenant de police
- Paula Shaw : le coroner
- Oliver 'Ole' Zemen : le pilote

Sources et légendes : Version française (V. F.) sur AlloDoublage et Version québécoise (V. Q.) sur Doublage Québec

## Production

### Choix des interprètes
Robin Williams incarne ici un rôle beaucoup plus sombre, machiavélique et ambigu que la plupart de ses précédents films. Le producteur Andrew A. Kosove justifie ce choix : « Bien qu'on considère traditionnellement Robin Williams comme une vedette comique, nous avons toujours aimé ses compositions dans des films comme Le Cercle des poètes disparus ou Will Hunting. Nous avons pensé qu'il serait fascinant dans le rôle de ce tueur lisse et impénétrable ».
Al Pacino est quant à lui plus habitué à ce type de rôle. Il déclare cependant que ce policier est assez différent de ceux qu'il a déjà interprétés : « Will Dormer ne ressemble à aucun de mes personnages antérieurs. C'est un romantique, un flic très différent de ceux que j'ai eu l'occasion de jouer. Mais, en vérité, on retrouve chez les policiers la même diversité que dans le reste de la population, et j'espère bien avoir fait de Frank Serpico ou du Vincent Hanna de Heat des personnages distincts ».

### Tournage
Le tournage a lieu d'avril à juin 2001 [réf. à confirmer]. Il s'est principalement déroulé à Port Alberni sur l'Île de Vancouver en Colombie-Britannique au Canada pour simuler la ville fictive d'Umkumiut. D'autres localités de la Colombie-Britannique sont utilisées comme Vancouver, Indian Arm, Squamish, Stewart et Britannia Beach. Par ailleurs, certains extérieurs ont été filmés en Alaska, notamment à Valdez[réf. à confirmer].
Sur le plateau, le réalisateur travaille en étroite collaboration avec son chef opérateur Wally Pfister pour utiliser cette lumière obsédante qui est très présente dans l'histoire. Ce dernier déclare ainsi « La lumière occupe une telle place dans l'histoire et l'évolution de Will que nous la considérions comme un personnage en soi. C'était passionnant de l'utiliser de cette façon, en jouant à la fois sur sa présence concrète et son rôle symbolique ». Par ailleurs, Nolan et lui ont opté pour une caméra perpétuellement « fixée » sur le personnage principal : « Nous avons créé ce sentiment d'intimité en collant au personnage principal, comme nous l'avions déjà fait sur Memento. La caméra ne quitte jamais Will, soit qu'elle le précède en travelling, soit qu'elle se tienne juste derrière lui pour nous faire partager son point de vue. De sorte que le spectateur explore avec Will ce paysage déroutant et ressent de la même façon que lui l'intrusion répétée du soleil dans ses nuits sans sommeil ».
Durant le tournage, Christopher Nolan a été frappé par les différences de préparation entre Al Pacino et Robin Williams : « Robin s'attarde volontiers sur le plateau et aime à faire rire l'équipe, alors qu'Al se tient à l'écart, va se préparer dans son coin et revient fin prêt. Mais ce qui me frappe chez ces deux grands acteurs, c'est leur capacité à se renvoyer la balle, à interagir de façon aussi constructive à partir de méthodes de travail radicalement différentes ». Robin Williams résume cela en précisant « ma rencontre avec Al, c'est « Monsieur Méthode » contre « Monsieur N'importe Quoi » ! »

## Accueil

### Accueil critique
Aux États-Unis, le long-métrage a reçu un accueil critique très favorable :
- La presse américaine sur le site Metacritic a des avis généralement favorables, le score obtenu est de 78⁄100 sur la base de 37 avis critiques[16].
- Sur le site agrégateur américain Rotten Tomatoes, le film bénéficie d'un taux d'approbation de 92 % basé sur 203 opinions (187 critiques positives et 16 négatives) et d'une note moyenne de 7,70⁄10. Le consensus critique du site Web se lit comme suit : « Poussé par les performances d'Al Pacino et Robin Williams, Insomnia est un drame psychologique intelligent et fascinant. »[17].

En France, les retours sont également très favorables :
- Le site Allociné recense une moyenne des critiques presse de 4,0⁄5 sur la base 24 critiques[18].
- L'hebdomadaire culturel français Télérama donne une note de 5⁄5 avec le commentaire suivant : « Ou comment un film de genre, un exercice de style, s'ancre magnifiquement dans la vraie vie ». L'hebdomadaire recense également une moyenne de ses lecteurs de 3,29⁄5 pour 1 698 critiques[19].
- Quant au site Ecranlarge, il attribue au long-métrage une note de 4⁄5 avec une critique « Remake d'un épatant thriller norvégien, disposant d’un casting de tout premier ordre, à savoir Al Pacino, Robin Williams et la délicieuse Hilary Swank, Insomnia marque le retour derrière la caméra de Christopher Nolan qui démontre qu’il peut signer un film brillant sans forcement s’appuyer sur un roublard gimmick (comme ce fut le cas dans Memento). (...) ». Quant aux lecteurs, ils lui attribuent une note de 3,0⁄5[20].

### Box-Office
| Pays ou région            | Box-office                                  | Date d'arrêt du box-office | Nombre de semaines |
| ------------------------- | ------------------------------------------- | -------------------------- | ------------------ |
| États-Unis (1er week-end) | 20 930 169 $                                | du 24 au 26 mai 2002       | -                  |
| États-Unis Canada         | 67 274 077 $                                | 26 septembre 2002          | 18                 |
| États-Unis                | 11 637 000 entrées (approx.)                | -                          | -                  |
| Royaume-Uni               | 7 871 664 $                                 | 13 octobre 2002            | 7                  |
| France Paris              | 4 801 066 $ 950 791 entrées 303 030 entrées | 17 décembre 2002           | 6                  |
| Total hors États-Unis     | 46 359 317 $                                | -                          | -                  |
| Total mondial             | 113 714 830 $                               | -                          | -                  |

## Distinctions
Entre 2002 et 2003, Insomnia a été sélectionné 13 fois dans diverses catégories et a remporté 1 récompense.

### Récompense
- London Film Critics Circle Awards 2003 : ALFS Award du réalisateur britannique de l'année décerné à Christopher Nolan.

### Nominations
- Festival du cinéma américain de Deauville 2002 : Premières - Hors compétition pour Christopher Nolan[4].
- Academy of Science Fiction, Fantasy & Horror Films - Saturn Awards 2003 : 
  - Meilleur acteur dans un second rôle pour Robin Williams,
  - Meilleur scénario pour Hillary Seitz.
- Danish Film Awards 2003 : meilleur film américain pour Christopher Nolan.
- Prix Edgar-Allan-Poe 2003 : meilleur film pour Hillary Seitz.
- Empire Awards 2003 : meilleure actrice pour Hilary Swank
- Golden Trailer Awards 2003 : meilleure bande-annonce d'un film d'horreur-thriller.
- Italian Online Movie Awards (IOMA) 2003 :
  - Meilleur acteur pour Al Pacino,
  - Meilleur acteur dans un second rôle pour Robin Williams.
- London Film Critics Circle Awards 2003 : acteur de l'année pour Al Pacino.
- Satellite Awards 2003 : meilleur montage pour Dody Dorn.
- Turkish Film Critics Association (SIYAD) Awards 2003 : meilleur film étranger (14e place).

## Editions en vidéo
- Insomnia est sorti en[4] :
  - DVD le 6 mai 2003,
  - Blu-ray le 24 novembre 2010,
  - VOD le 11 mai 2011.